# Fritz Blättner
Fritz Blättner (* 7. Juli 1891 in Pirmasens; † 25. November 1981 in Münster) war ein deutscher Erziehungswissenschaftler an der Christian-Albrechts-Universität zu Kiel. Er leitete dort von 1946 bis 1959 das Institut für Pädagogik und Psychologie. Sein Nachfolger wurde Theodor Wilhelm.

## Leben
Nach der Ausbildung zum Volksschullehrer promovierte Blättner 1924 in München, wurde 1931 Assistent in Hamburg bei Wilhelm Flitner und habilitierte sich dort 1936. Er trat zum 1. Mai 1937 der NSDAP bei (Mitgliedsnummer 4.057.317). Blättner war zeitweise Schriftleiter der 1925 von Herman Nohl und anderen gegründeten Zeitschrift „Die Erziehung“. Auf Blättners Betreiben hin wurden 1937 ein Aufsatz von Nohl über „Die Geistigkeit des Bürgers im 19. Jahrhundert“ – basierend auf einem gleichnamigen Vortrag, für den Nohl Vorlesungsverbot erhielt und von den Nationalsozialisten zwangsemeritiert wurde – wie auch ein Aufsatz von Theodor Litt über „Das Verhältnis der Generationen als sittliches Problem“, den er nach seinem erfolgreichen Emeritierungsgesuch 1937 eingereicht hatte, abgelehnt (Matthes 2011, S. 6 ff). Nohl und Litt traten aufgrund dessen als Herausgeber der Zeitschrift zurück (zusammen mit Aloys Fischer und Wilhelm Flitner). Bis 1945 blieb er Privatdozent und lebte von Lehraufträgen in der Lehrerbildung und Berufsbildung, erst 1945 erhielt Blättner die lange beantragte a.o. Professur in Hamburg. Auch leitete er bereits vor 1945 die Hamburger Volkshochschule und wurde von der britischen Militärregierung als Leiter wieder eingesetzt. Bis heute bedeutend sind die Beiträge zur Beruflichen Bildung in Auseinandersetzung mit dem humanistischen Bildungsbegriff.
Bekannt ist vor allem seine Geschichte der Pädagogik (zuerst 1951; bisher 15 Auflagen). Er war auch Mitbegründer der Zeitschrift für Pädagogik. Im Jahr 1967 wurde die „Geschichte der Pädagogik“ ins Japanische übersetzt. Im Geleitwort zur japanischen Ausgabe der „Geschichte der Pädagogik“ verwies Blättner auf Eduard Spranger, der lange vor ihm bereits am 3. April 1937 in der Kaiserlichen Universität Kyōto seine „Kulturmorphologischen Betrachtungen“ vorgetragen hatte.
An seinem 90. Geburtstag erreichten Blättner Glückwünsche und Blumenstrauß aus Heidelberg übermittelt durch den Erziehungswissenschaftler Hermann Röhrs, der schon in den 1930er Jahren als junger Student in Hamburg Veranstaltungen bei Fritz Blättner besucht hatte.

## Werke
- Die Methoden der Jugendführung durch Unterricht. Kritische Untersuchungen zur Didaktik der deutschen Jugendschule, Beltz, Langensalza 1937 (2. Auflage unter dem Titel Die Methoden des Unterrichts in der Jugendschule, Beltz, Weinheim 1963).
- Geist und Tat im Wechsel der Generationen. Kulturphilosophische Untersuchungen über die Bildung, Quelle & Meyer, Leipzig 1943.
- Ein Wort an die akademische Jugend, Hoffmann & Campe, Hamburg 1946.
- Menschenbildung und Beruf. Grundlinien einer Berufsschuldidaktik, Hansischer Gildenverlag, Hamburg 1947.
- Geschichte der Pädagogik, Quelle & Meyer, Heidelberg 1951 (15. Auflage 1980).
- Pädagogik der Berufsschule, Quelle & Meyer, Heidelberg 1958 (2. Auflage 1965).
- Das Gymnasium. Aufgaben der höheren Schule in Geschichte und Gegenwart, Quelle & Meyer, Heidelberg 1960.
- (als Hrsg.:) Handbuch des Berufsschulwesens, Quelle & Meyer, Heidelberg 1960.